# Samiam

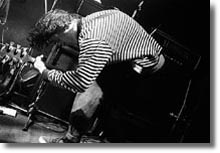
Sergie Loobkoff von Samiam – bei den Aufnahmen für die Live-EP auf Your Choice Records (1991)

Samiam ist eine US-amerikanische Post-Punk-Band, die zu den Pionieren des Melodic-Hardcore gehört.

## Musikstil
Samiam begannen als Punkband, deren Sound Einflüsse von Punk und Hardcore beinhaltete, aber sich bereits frühzeitig durch melancholische Texte und Gesangslinien auszeichnete. Sie gelten damit als Pioniere und wegweisende Band des Melodic-Hardcore bezeichneten Subgenres.

## Bandgeschichte
Die Formation gründete sich 1988 in der San Francisco Bay Area. Der Bandname entstand in Anlehnung an die Hauptfigur des Kinderbuches "Green Eggs and Ham" des amerikanischen Autors Theodor Seuss Geisel (auch bekannt als Dr. Seuss), die den Namen "Sam-I-Am" trägt.
Mitte der 1990er Jahre, infolge des Punkrevivals, das der Erfolg des Albums Dookie der San-Francisco-Nachbarn Green Day verursacht hatte, wechselte die Band vom Independent-Label New Red Archives zum Major-Label Atlantic Records, wo das Album Clumsy veröffentlicht wurde. Allerdings hielt diese Zusammenarbeit nicht lange; als Atlantic 1996 ein fertiggestelltes Album nicht veröffentlichen wollte, der Band gleichzeitig aber auch nicht erlaubte, es einem anderen Label anzubieten, kam es zum Bruch. Die späteren Alben wurden wieder bei unabhängigen Plattenfirmen veröffentlicht. In Europa wurden alle Alben seit Clumsy über Burning Heart Records herausgebracht.
Derzeit besteht die Band aus den beiden Gründungsmitgliedern Jason Beebout (Gesang) und Sergie Loobkoff (Gitarre) sowie Johnny Cruz (Schlagzeug) und Sean Kennerly, der, nachdem er als Gitarrist begonnen hatte, auf die Position des Bassisten wechselte. Nachdem Anfang 2006 Jeremy Bergo dieses Instrument übernommen hatte, konnte Kinnerly wieder zur Gitarre zurückwechseln. Insgesamt war die Karriere der Band von vielen Besetzungswechseln gekennzeichnet, insbesondere die Position des Schlagzeugers wechselte häufig.
Bad Religion, No Doubt, Blink-182 und Green Day spielten alle in ihren früheren Jahren einmal als Vorband von Samiam, was den prägenden Charakter dieser Band für die US-amerikanische Punk-Szene der frühen 1990er Jahre deutlich unterstreicht.  In Deutschland sind sie regelmäßig zu sehen, unter anderem auf einer Tour gemeinsam mit Texas Is the Reason, dies wurde von Tobby Holzinger mit einem Split-Live-Album auf Your Choice Records dokumentiert.
Nachdem die Band mehrere Jahre lang kein neues Album veröffentlicht hatte, begann sie Ende 2005 mit der Arbeit an einem neuen Album, welches im September 2006 unter dem Namen "Whatever's Got You Down" veröffentlicht wurde. In der Folgezeit blieb es einige Jahre still um die Band. Im Sommer 2010 meldeten sie sich dann mit der Ankündigung einer Europatour sowie der Veröffentlichung des Albums "Orphan Works" - einer Ansammlung unveröffentlichter Songs aus der Zeit zwischen 1994 und 1996 - zurück.
Im September 2011 veröffentlichten die Band das Album "Trips" und kam im Oktober 2011 auf Europatour, später spielten sie unter anderem auf dem Groezrock in Belgien 2013.
Samiam beim Groezrock 2013

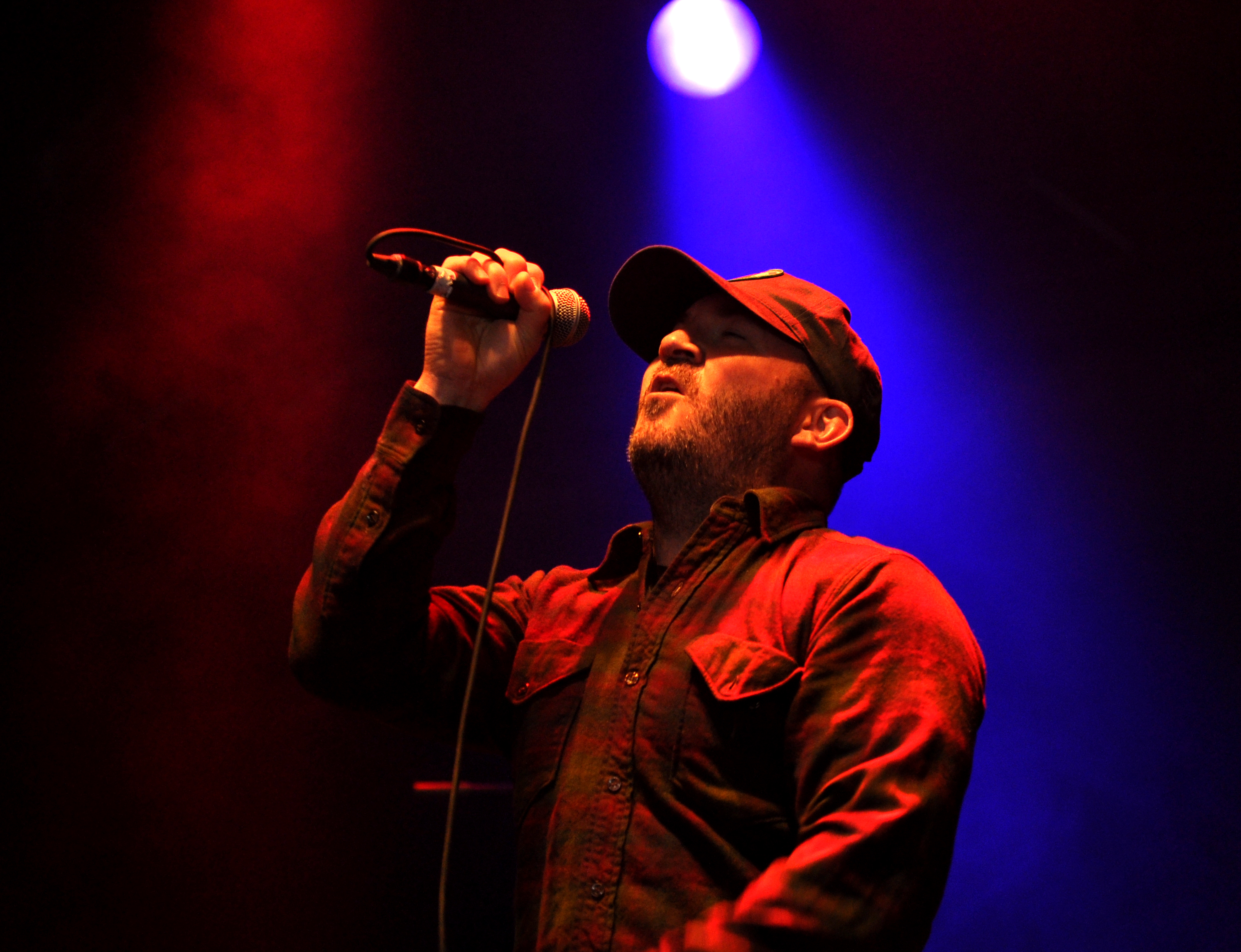
Jason Beebout
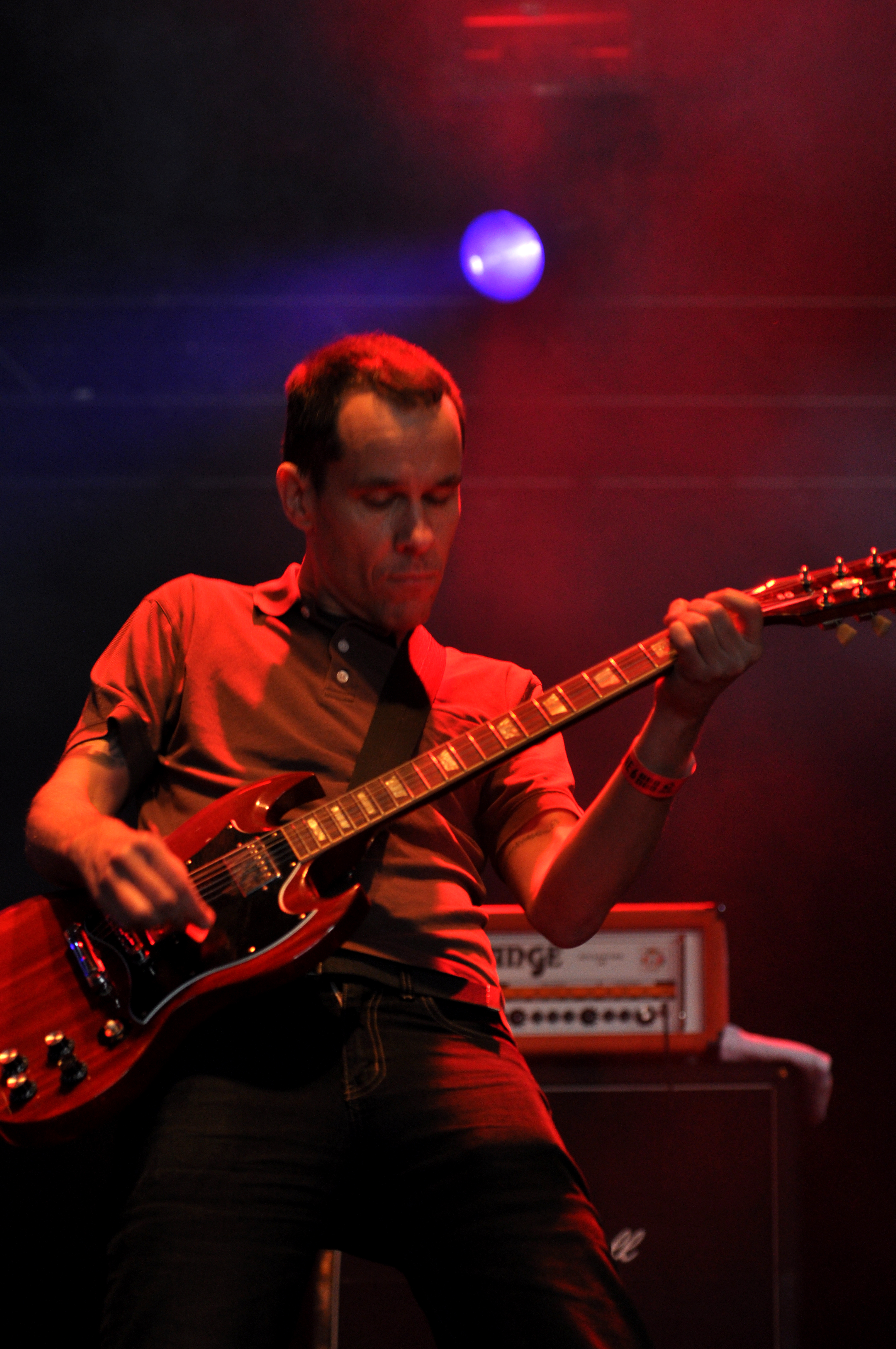
Sergie Loobkoff
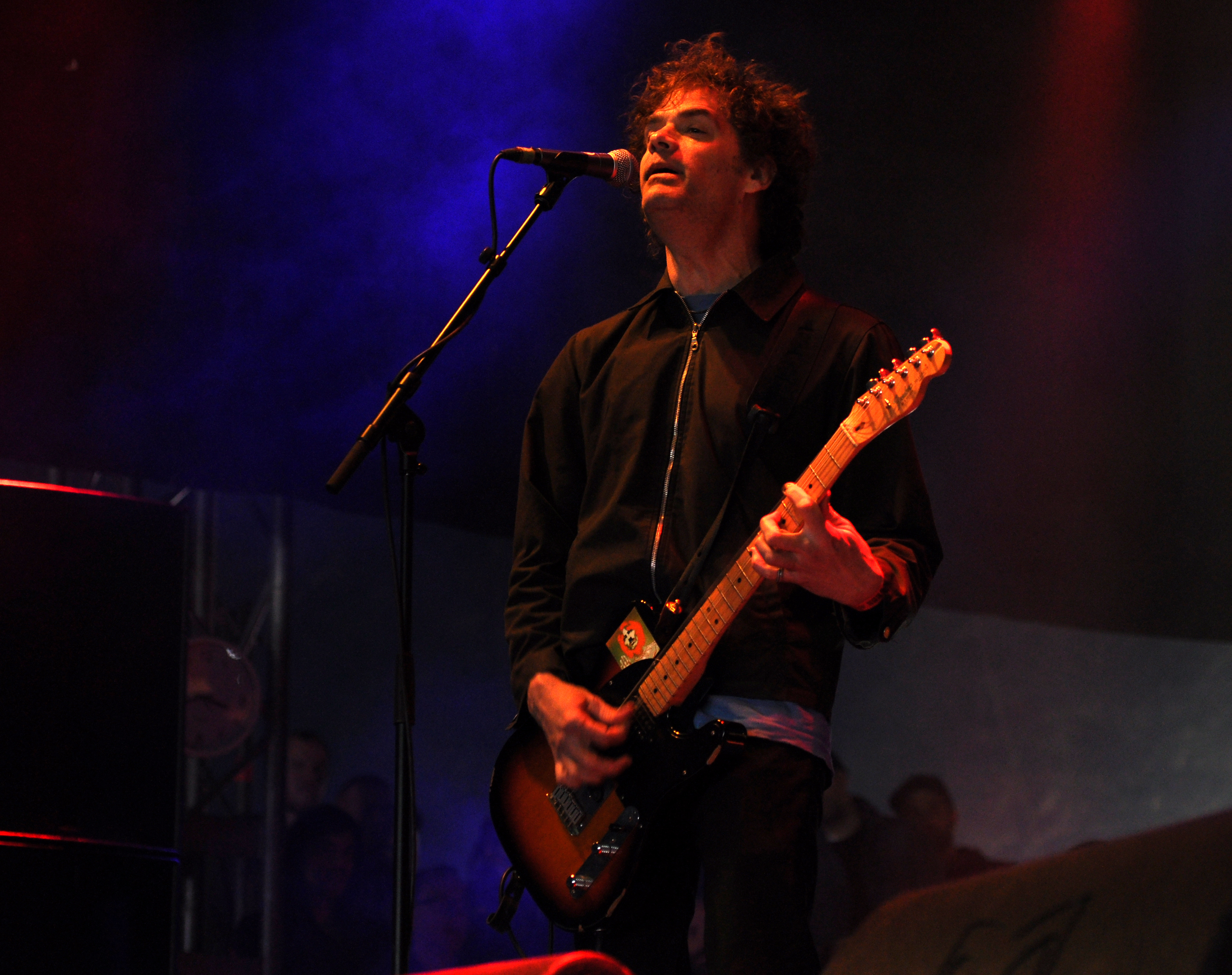
Sean Kennerly
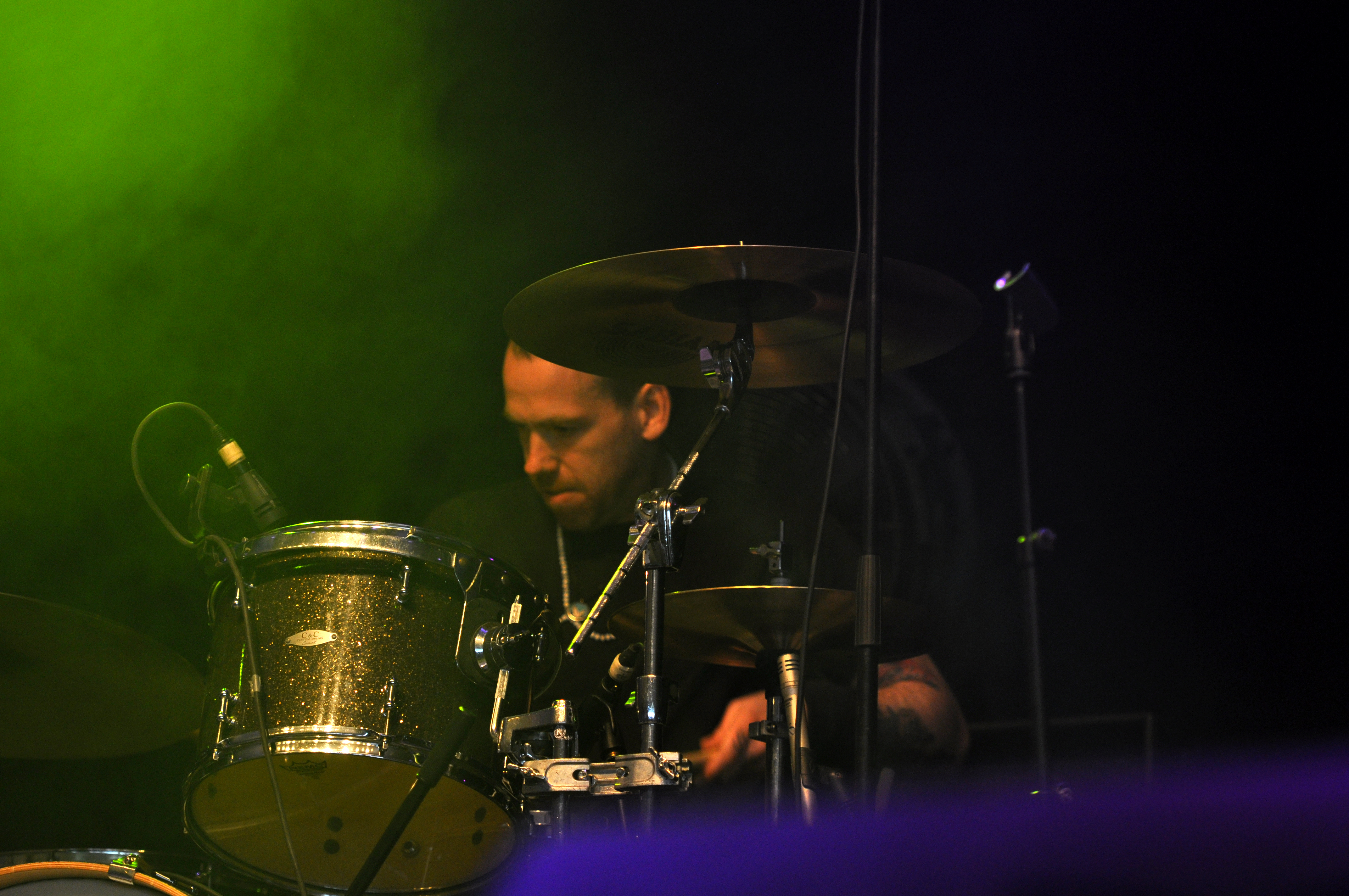
Charlie Walker
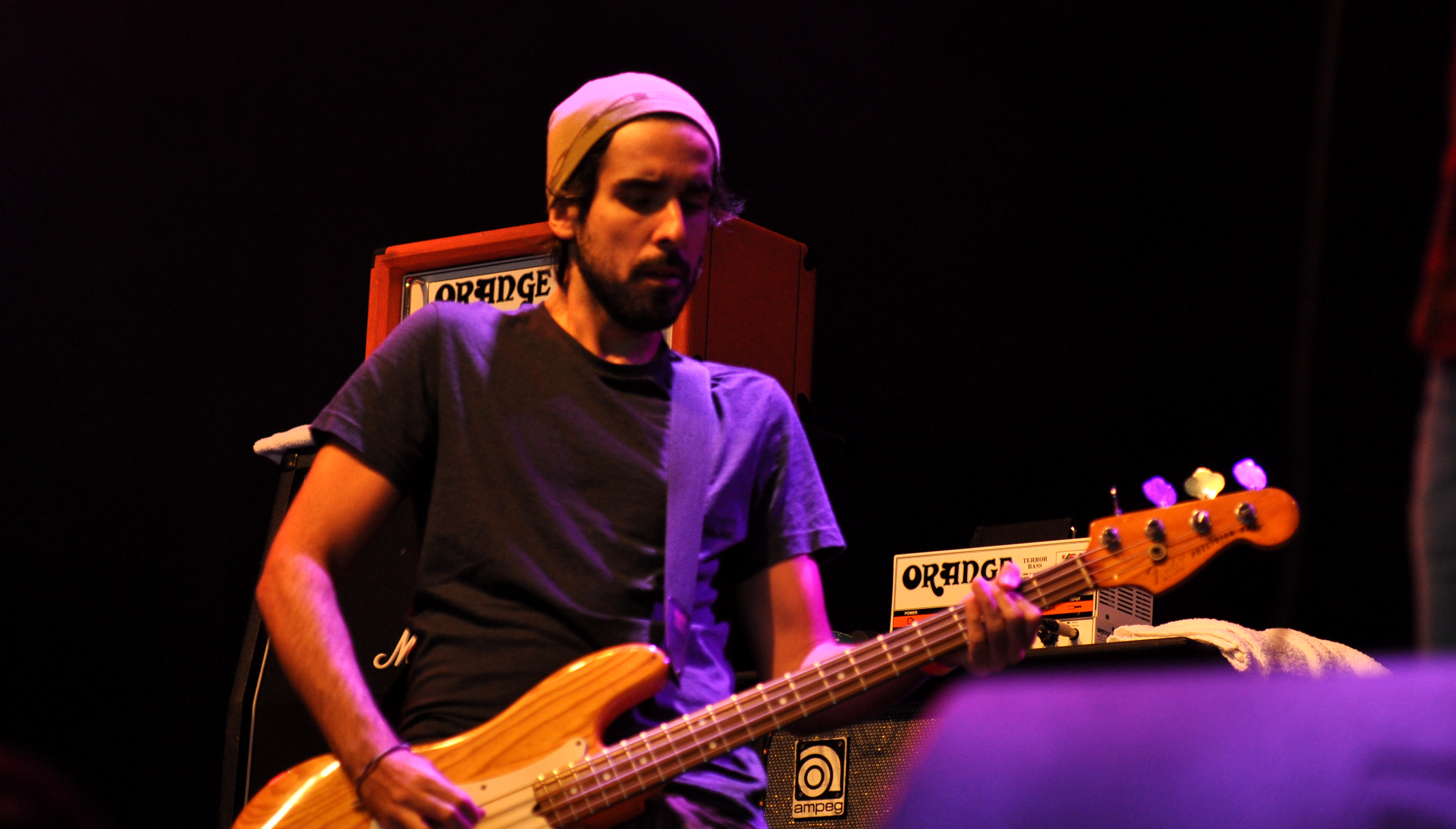
Billy Bouchard

## Diskografie (Auszug)
- 1989: Samiam
- 1991: Soar (Produzent: Brett Gurewitz)
- 1991: Beauf (Beri Beri Records)
- 1992: Billy
- 1994: Clumsy (Lou Giordano)
- 1996: Your Choice Live Series 037 – Split-CD mit Texas Is the Reason (Your Choice Records)
- 1998: You Are Freaking Me Out (Steve Haigler)
- 1999: The New Red Years
- 2000: Astray (Tim O’Heir)
- 2006: Whatever’s Got You Down
- 2010: Orphan Works (No Idea Records)
- 2011: Trips (Hopeless Records)
- 2012: Complete Control Sessions (Side One Dummy)
- 2023: Stowaway (Pure Noise Records)